# 安托尼夫卡 (捷普利克區)
48°39′1″N 29°30′31″E / 48.65028°N 29.50861°E
安托尼夫卡（烏克蘭語：Антонівка），是烏克蘭的村落，位於該國西南部文尼察州，由海辛區負責管轄，始建於1650年，面積0.16平方公里，海拔高度200米，2001年人口407，人口密度每平方公里2,559.75人。